# Nikan Wailan
Nikan Wailan (Manchú:ᡩᠠᡳᠴᡳᠩ; en chino tradicional, 尼堪外蘭; en chino simplificado, 尼堪外兰; pinyin, Níkān Wàilán, ? - 1587) fue un líder yurchen conocido principalmente por su rivalidad con Nurhaci. Está asociado a la dinastía Ming.

## Nombre
En idioma yurchen, Nikan Wailan significa «secretario de los han», por lo que algunos historiadores dudan de su existencia.

## Vida
En 1582, Taksi y Giocangga (padre y abuelo de Nurhaci respectivamente) fueron asesinados en Gure (actual Xinbin) por Nikan, mientras servía en el ejército de Li Chengliang. Al año siguiente, Nurhaci comenzó a unificar todos los pueblos yurchen dentro de un mismo territorio.

En 1584, cuando Nurhaci tenía 25 años, atacó a Nikan Wailan en Turun (también en Xinbin) para vengar las muertes de su padre y su abuelo, quienes se dice que no le dejaron nada más que trece armaduras. Nikan escapó a Erhun, donde Nurhaci atacó de nuevo en 1587. Nikan huyó otra vez hacia el territorio de Li Chengliang. Tiempo después, con objetivo de estrechar lazos, Li entregó Nikan a Nurhaci. Nikan fue decapitado al instante. Con el apoyo de Li, Nurhaci ganó poder gradualmente en los años siguientes.